# 羅爾斯頓 (內布拉斯加州)
羅爾斯頓（英語：Ralston）是位於美國內布拉斯加州道格拉斯縣的城市。

## 人口
根據2020年美國人口普查的數據，羅爾斯頓的面積為4.14平方千米，當中陸地面積為4.11平方千米，而水域面積為0.03平方千米。當地共有人口6494人，而人口密度為每平方千米1,569人。